# 고려불화

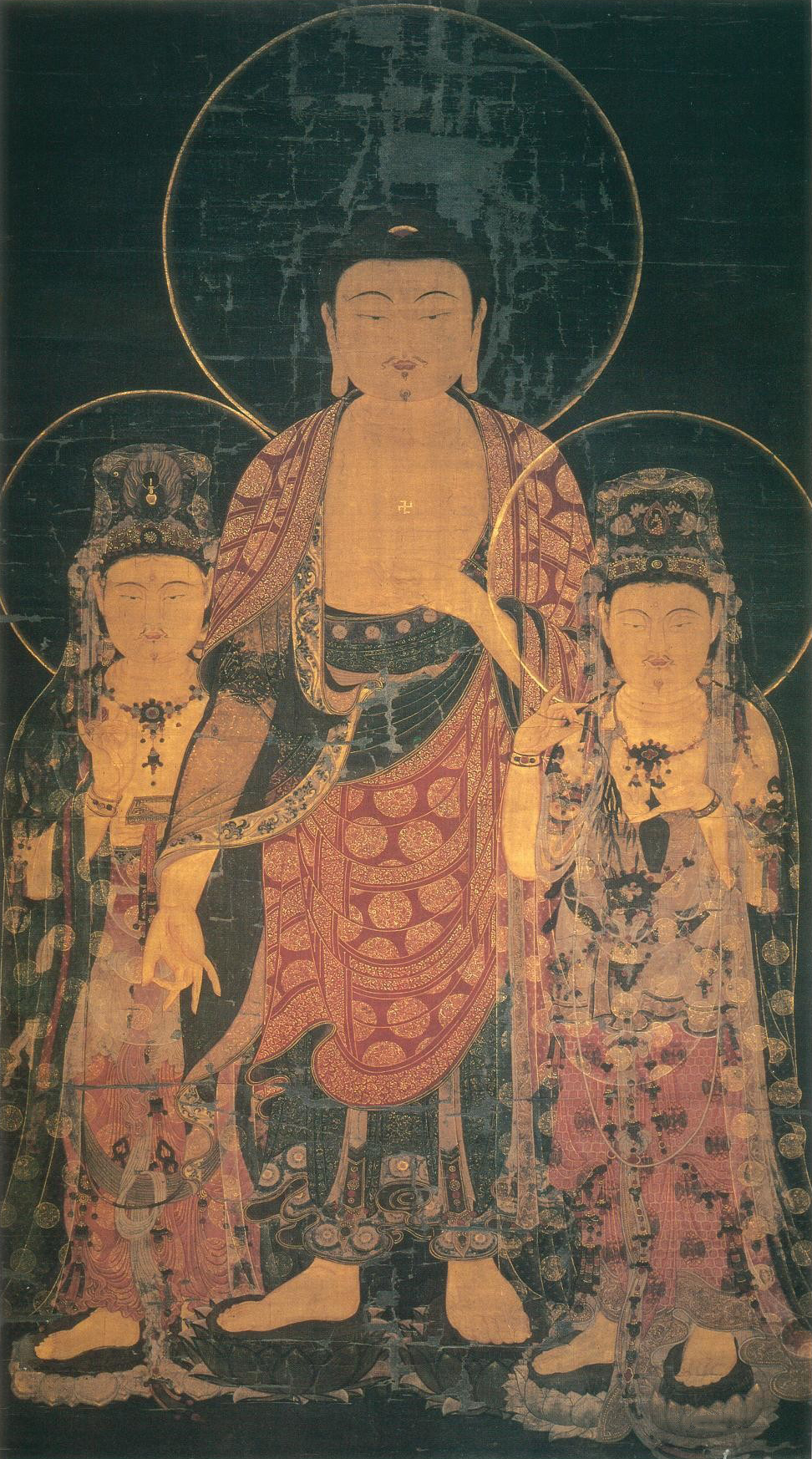
〈아미타불 삼존도〉 (센주지 소장), 고려 후기

고려불화는 고려 시대에 그려진 불화이다. 고려 불화와 건축은 13세기와 14세기에 시작된 한국의 미술의 중요한 형태로 알려져 있다. 불교의 도상들을 정교하게 묘사한 것이 특징인데, 주로 대형 족자 형태로 만들어졌으며, 선명한 색채와 금으로 장식되었다. 고려 시대에 불교가 국교로 번성하면서, 왕실의 후원을 받아 다양한 불교 미술 작품이 제작되었고, 국가 주도의 의식과 장례 의례에 사용되었다. 이 그림들은 고려 왕실과 귀족의 신념뿐만 아니라 취향과 세련미를 반영한다. 삽화와 장식적인 건축 양식은 종종 정토교 또는 아미타 신앙의 메시지를 담고 있었으며, 부처와 보살을 특징으로 했다. 예를 들어, 아발로키테슈바라 등은 신자들이 '극락' 또는 낙원에서 다시 태어나는 것을 목표로 숭배했다.
수년간의 전쟁으로 인해 대부분의 그림은 더 이상 한국에 남아있지 않다. 고려 불화의 전통은 오랫동안 잊혔다가, 최근 수십 년 동안 학자들이 이 작품들에서 흔히 볼 수 있는 기법과 특징들을 연구하면서 다시 중요성을 얻었다. 현재 이 그림들 중 상당수는 일제강점기 (1910-1945) 동안 무역이나 식민 통치를 통해 획득한 일본 수집가들에 의해 보존되고 있다. 오늘날까지 학자들은 전 세계적으로 160점 미만의 그림만을 식별하는 데 성공했다.

## 현존 불화
현존하는 고려불화는 세계에 약 160점이 남아있으며, 그 중 약 130점이 일본에 있으며 대한민국 국내에는 13점밖에 없다.
제작년도가 특정되는 가장 오래된 고려불화는 김의인 발원 〈오백나한도〉(1235 - 1236년)으로, 이어서 〈아미타여래도〉(1286년), 〈미륵대성불변상도〉(1294년)가 있다.

## 주제
현재 전 세계적으로 133점의 고려 회화가 발견되어 보존되고 있으며, 이 중 상당수(정확히는 110점)는 '서방 극락정토'(서방극락정토)의 그림을 담고 있다. 대승불교의 한 갈래인 정토교는 동아시아 국가들에서 가장 많이 따르는 전통으로 엄청난 인기를 누리고 있다. 가장 유명한 그림들 중 일부는 '서방 극락의 주인'으로 여겨지는 아미타불을 단독으로 그리거나, 종종 아발로키테슈바라와 대세지보살 보살(각각 관세음보살과 대세지보살의 산스크리트어 이름)과 함께 묘사한다. 아미타불은 또한 8대 보살에 둘러싸인 모습으로도 그려졌다. 지장보살 역시 숭배되었으며 여러 족자 그림에 묘사되었다. 이 그림들은 또한 낙원에서 그들과 함께할 수 있는 방법을 보여주었다.

## 재료

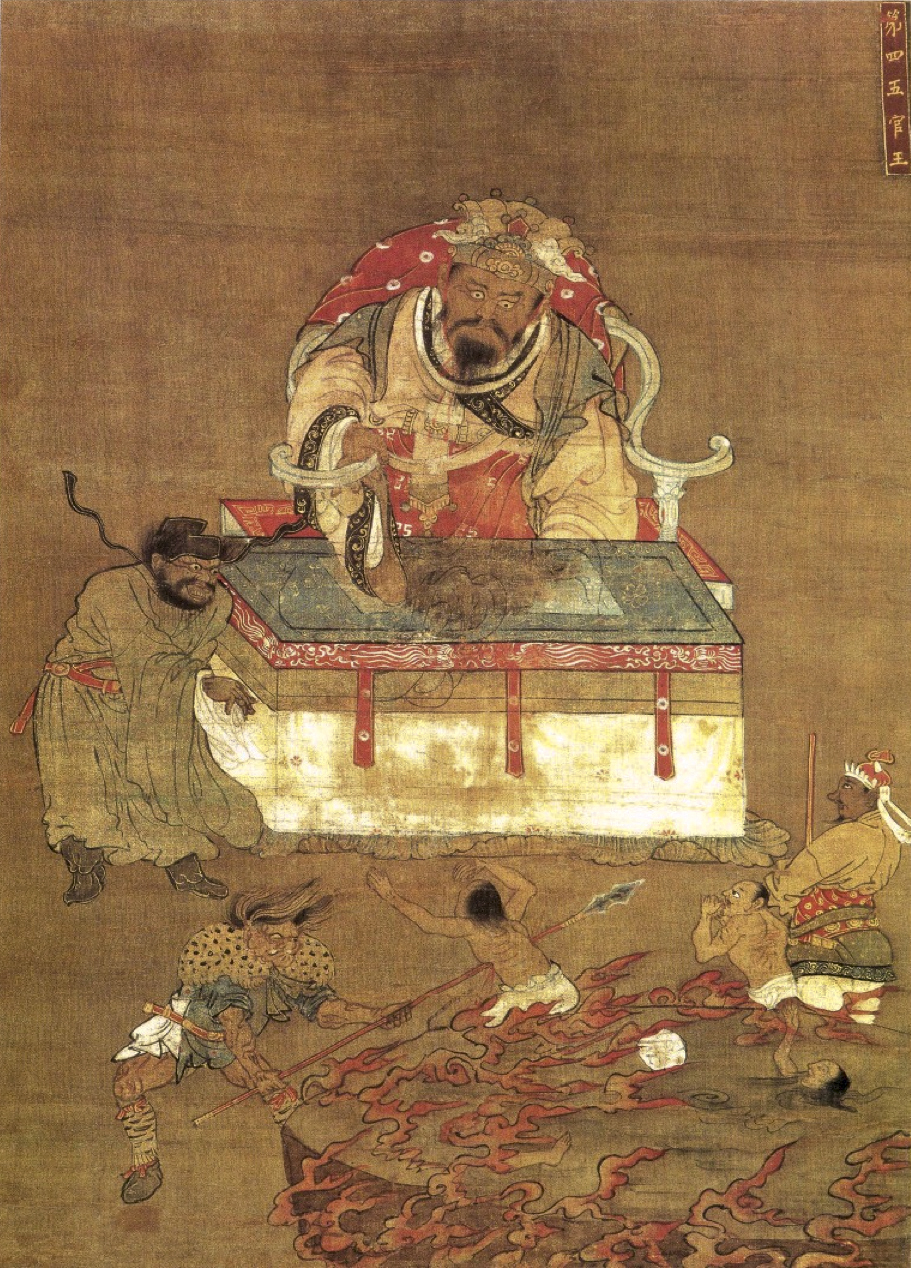
시왕도 중 4번 그림

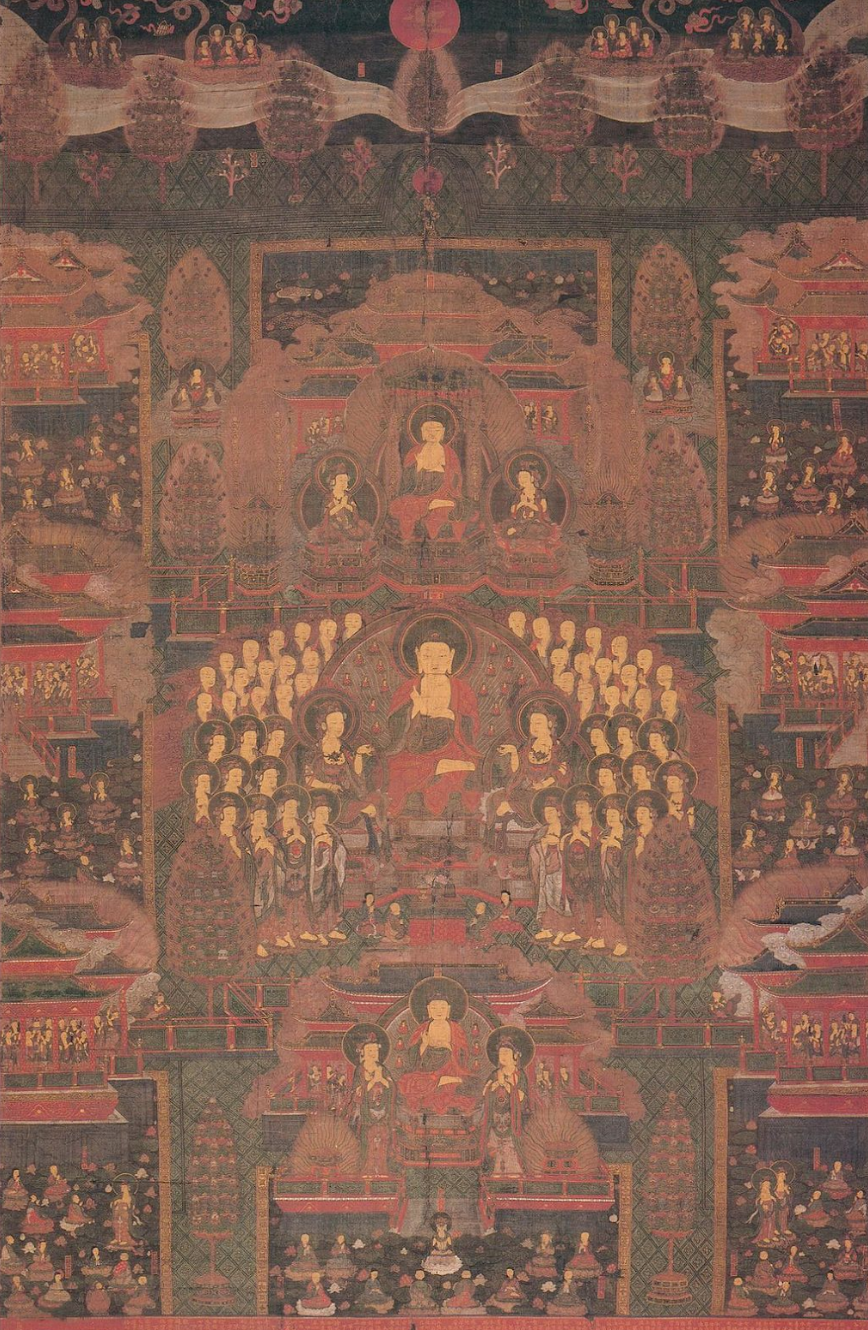
〈관무량수경변상도〉. 고려, 14세기. 족자, 비단에 채색. 202.8 x 129.8 cm. 사이후쿠지. 일본 후쿠이현 쓰루가시.

그림들을 연구해보면 훈련된 전문가들이 금과 은을 포함한 최고급 물감과 금속성 물감을 사용하여 이 그림들을 제작했음을 알 수 있다. 이 그림들은 얼굴 특징, 의복의 자수, 보석 디자인 등 정교하고 미세한 측면이 특징이다. 이 그림들에는 인물들이 반투명한 느낌을 주는 섬세한 의복을 입고 있는 경우가 많다. 표면의 내구성은 몸에 얇은 납 밑칠을 한 후 정교한 보석, 베일, 펜던트, 메달 등을 적용했기 때문으로 알려져 있다. 금 장식의 사용은 이러한 그림들이 왕실의 후원을 통해서만 제작될 수 있었음을 보여줄 뿐만 아니라, 의복 묘사의 자연주의는 왕의 개인적인 참여나 불교 예술에 대한 귀족의 지원을 통해 국가 보호를 위임함으로써 정교한 기술이 이루어졌음을 증명한다. 이러한 예술 작품이 왕실과 귀족 계층에서 주문되었고 고가의 재료를 사용한 점으로 미루어 볼 때, 일반 대중은 이 그림들을 접할 기회가 매우 적었을 것으로 추정된다. 일반인들은 사찰, 조각, 또는 국가 축제와 같은 대규모 공공 시설을 통해 접했을 가능성이 높다. 고려 불화의 품질은 왕실과 귀족 계층만이 감당할 수 있었다.
〈관무량수경변상도〉와 〈관경서분변상도〉에는 계층 구조가 잘 드러나 있다. 이 두 그림에서 위에서 아래로 보면 여러 겹과 구분이 관찰되는데, 이는 환생의 계층에 대한 문화적 기준을 나타낼 수 있다. 즉, 보살은 상위 계층으로, 승려와 비구니는 중위 계층으로, 평신도는 하위 계층으로 환생하는 것이다. 따라서 당시 한국 사회는 여전히 사회적 지위와 종교에 대한 접근 방식에서 계층을 유지하고 있었으며, 비록 국가의 승인을 받았지만 모든 사람이 동일한 접근 권한을 가진 것은 아니었다.

## 주요 회화

### 아미타불(14세기 전반)

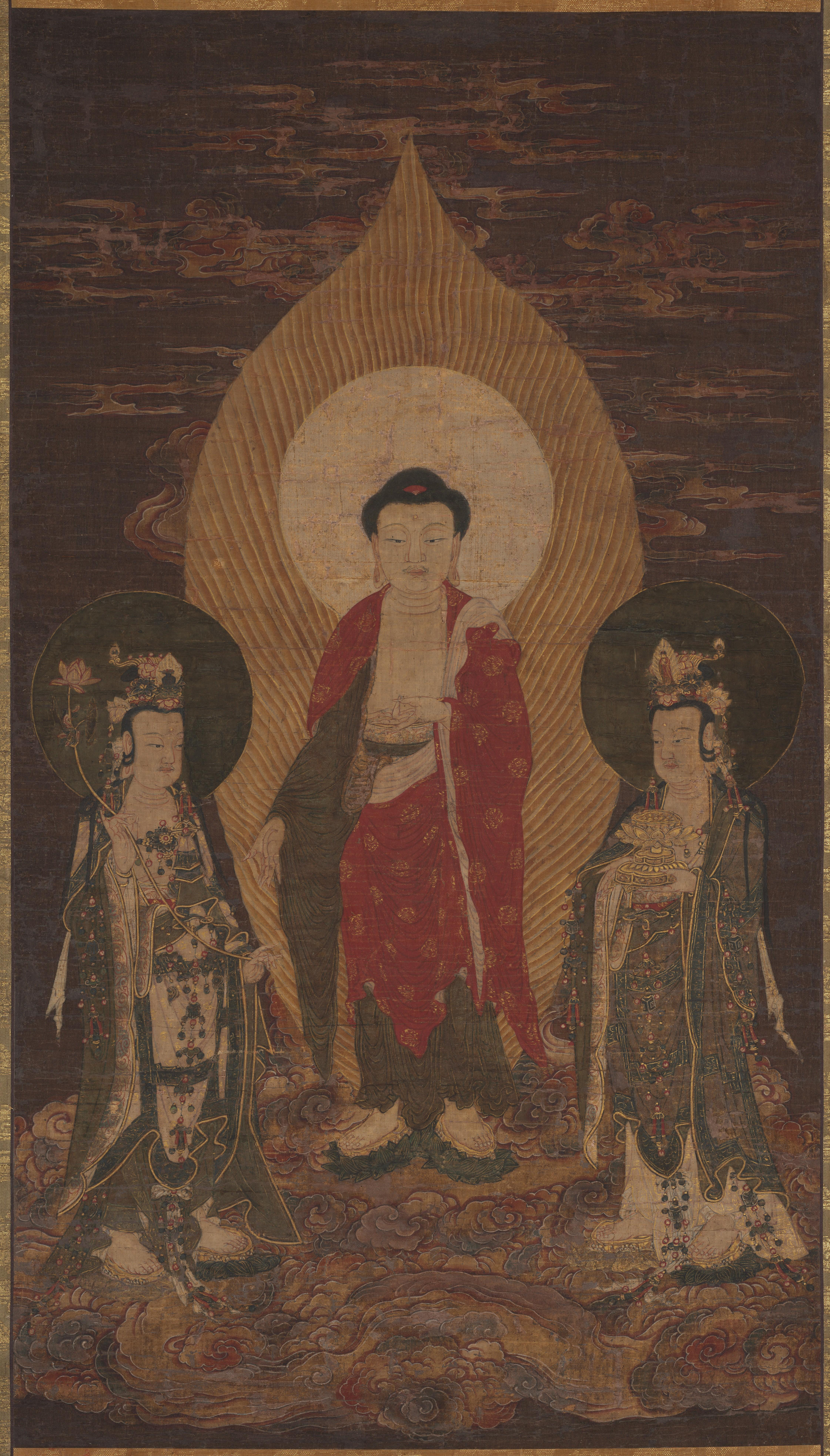
〈아미타삼존내영도〉. 15세기. 높이 119.1 cm, 폭 53.3 cm. 클리블랜드 미술관.

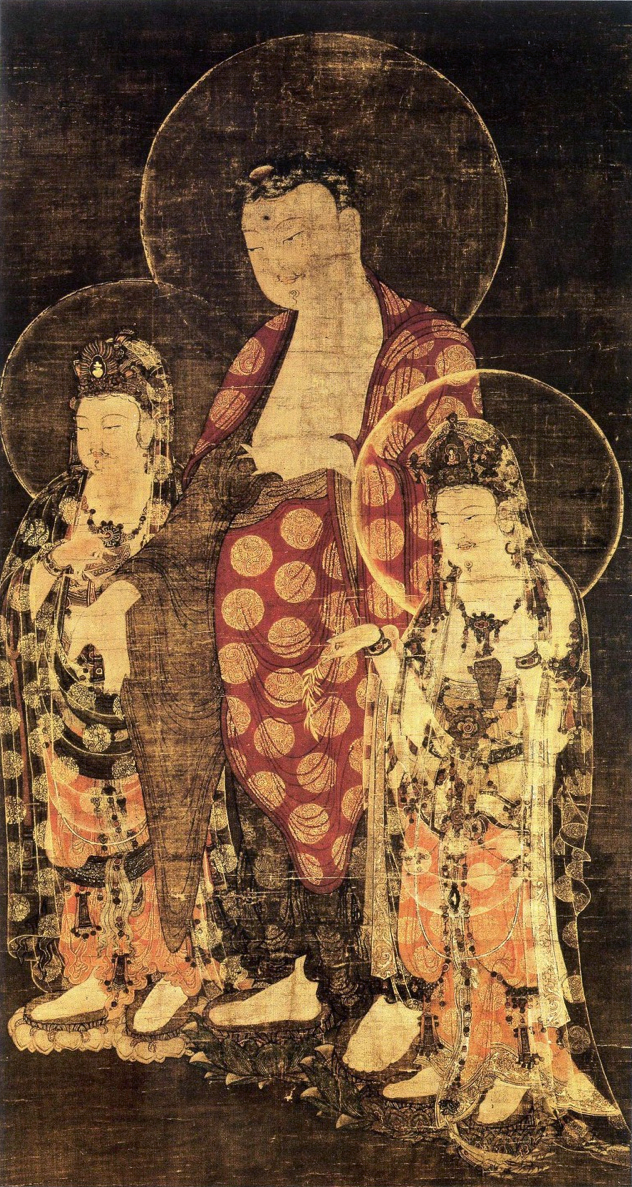
〈아미타삼존도〉(MOA 미술관)

고려 왕조 이전의 통일 신라 시대에는 계층 불안정과 몽골 침략으로 인한 불안과 동요 때문에 "정토교"가 인기를 얻었다. 따라서 내세, 구원, 깨달음의 주제가 제작되는 예술의 주요 초점이 되었다. 정토교는 깨달음을 얻기 위해 오랜 학습 기간이 필요했던 이전의 불교 형태와 달리, 선행을 하고 아미타불을 믿는 사람은 누구나 낙원에 다시 태어날 수 있다고 가르쳤다. 주된 신인 아미타불은 고려 미술에서 일반적으로 아발로키테슈바라(수월관음)와 지장보살 또는 다른 두 보살과 함께 "아미타 삼존"으로 묘사되었다. 이 묘사는 "내영"의 표현으로도 알려져 있다. 현재 클리블랜드 미술관에 소장된 아미타 삼존 내영도와 일본 아타미 미술관에 소장된 아미타 삼존 내영도는 이 하위 장르의 대표적인 예이다. 이 삼존상 안에서 아미타불은 중앙에 있고 양쪽에 보살이 협시하고 있다. 아미타 삼존 내영도에서 모든 신들은 사분의 삼 자세로 서 있는데, 이는 대부분의 고려 내영도 예술의 전형적인 모습이며, 액자 밖의 가상의 죽어가는 신자를 향한 움직임을 암시하며 죽음 침상 의식의 일부로 그림을 보는 것으로 해석된다. 이러한 유형의 내영도는 14세기 중국 닝보 지역에서 유래하여 일본으로 유입된 것으로 추정된다. 이 시기에는 닝보 항을 통한 한국, 일본, 중국 간의 무역이 활발하여, 이러한 내영도의 완전한 표현 또한 고려로 수입되어 심지어 그곳에서도 복제되었을 가능성이 높다. 그러나 아미타 삼존 내영도에서 중앙의 아미타불은 독특하게 정면에서 묘사되어 그림 밖으로 직접 관람자를 바라보는데, 이는 숭배자와 예술 간의 정서적 관계를 강화하는 효과가 있다. 내영도의 정면 묘사는 1185년부터 1333년까지의 가마쿠라 시대 후기에 일본에서 인기를 끌었다. 한국 불교 도상에 적용될 때, 아미타불 묘사에 대한 일본의 영향은 그림이 시각적 공감을 불러일으키는 능력을 더욱 강화시켰다. 단순한 구도가 전체 화면 공간을 차지하여 관람자가 신들에 집중하는 데 도움이 되었기 때문이다. 이 그림은 아미타불과 직접 대면하는 순간을 모의한다.

### 지장보살(14세기 전반)
고통받는 존재들을 지옥이나 연옥으로 떨어지지 않게 구원하는 자비로운 보살인 지장보살은 고려 시대에 엄청난 인기를 누렸다. 정토교의 핵심 인물인 지장보살은 종종 단독으로 묘사되었으며, 삭발한 머리나 두건을 쓴 승려의 모습으로 나타났다. 그는 공식적인 가사(삼가티)를 입고 있으며, 다른 보살들과 유사하게 목걸이와 팔찌 등 보석으로 장식되어 있다. 대부분의 고려불화에서 그는 여의주, 즉 소원을 들어주는 수정 구슬과/또는 승려의 지팡이를 들고 있는 모습으로 그려진다. 이 정교한 두루마리 그림은 고려불화의 잘 보존된 예시로, 우아한 얼굴 특징과 날씬한 인물, 붉은색과 녹색의 가사, 그리고 화려하고 우아한 금 장식이 특징이다. 지장보살은 다양한 구도, 즉 단독상, 삼존상의 일부, 또는 천상 존재 및 시왕과 함께 나타난다. 이 중 가장 흔한 배열은 보살이 홀로 서 있는 모습(여기서 볼 수 있듯이)으로, 마치 신자에게 직접 말을 거는 듯하다. 지장보살은 역사적인 부처인 석가모니의 열반과 미래 부처인 미륵불의 도래 사이의 무불 시대에 모든 중생을 구원하는 책임이 있는 주요 신이다. 중생이 쌓은 업에 따라 다시 태어나는 육도 윤회에서 주요 보살로서 지장보살은 또한 염라대왕으로 대중적으로 불렸으며 동아시아에서 오랫동안 숭배되었다. 지옥으로 보내진 사람들을 구원하고 따라서 죽은 친척과 자신들의 안녕을 보장하는 지장보살의 능력은 대중에게 크게 호소하였다. 따라서 이 신은 고려 시대에 가장 자주 그려지고 가장 중요한 불교 도상 중 하나가 되었다. 14세기 이전에 제작된 한국 회화는 극히 적게 남아 있으며, 고려 왕조의 불교 회화는 섬세함과 세련미로 유명하다. 거의 모든 작품이 왕실 구성원과 귀족들의 의뢰로 제작되었으며, 승려 화가나 전문 궁중 화가들이 그렸다.

### 수월관음도, 14세기 전반

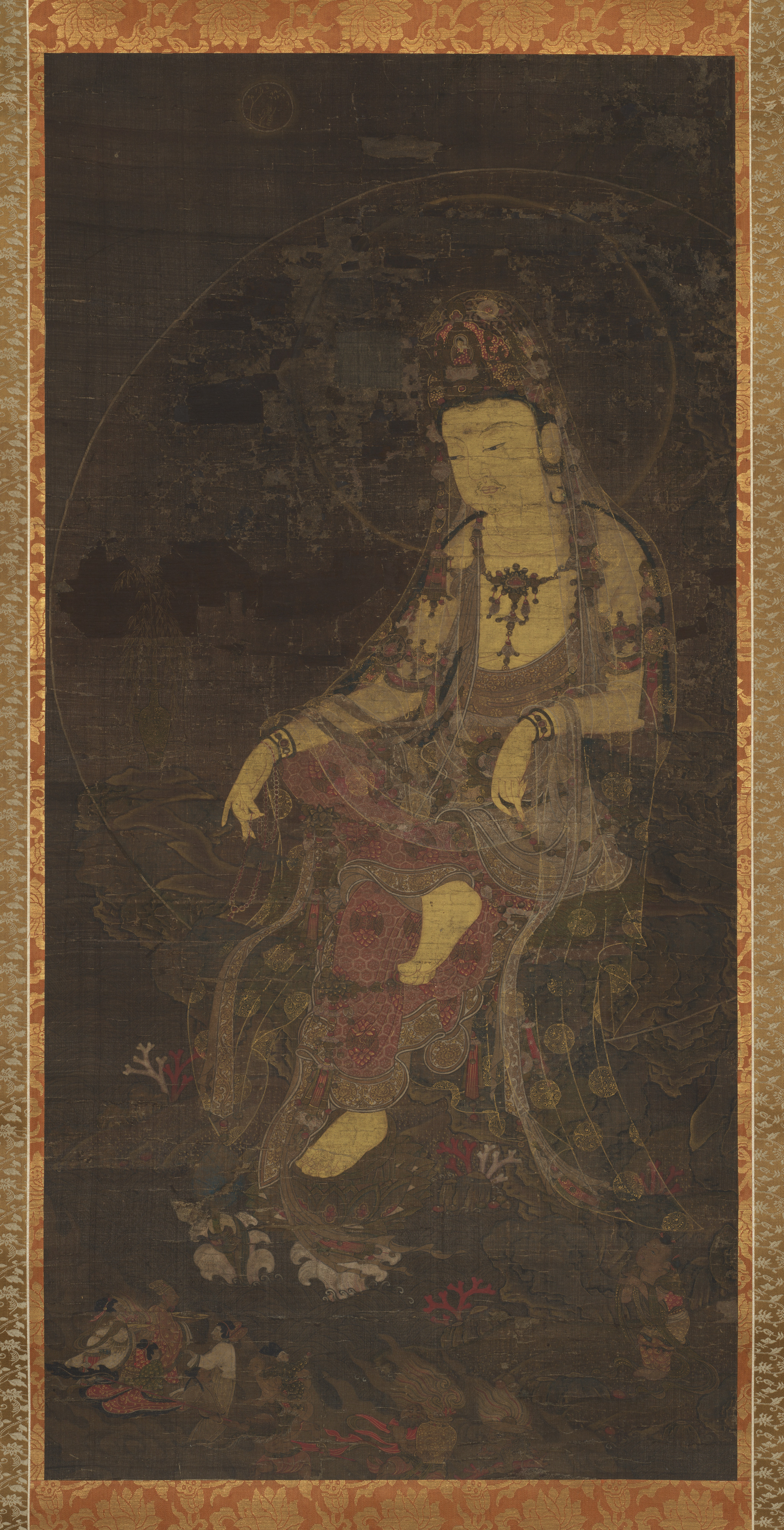
〈수월관음도〉, 14세기 전반

수월관음은 고려 시대에 널리 유행했던 도상학적 유형이다. 이 그림은 화려한 복장을 한 보살이 삼분면으로, 바다에서 솟아난 바위 위에 앉아 있는 모습을 묘사한다. 이곳은 그의 산-섬 거처인 보타락가산으로, 수많은 샘에서 물이 흘러나오고, 향기로운 풀, 꽃, 경이로운 나무, 산호로 가득한 풍경이다. 상단에는 작은 달이 있는데, 그 안에 토끼가 불사약을 찧고 있다. 보살의 발 아래에는 용왕이 우아하게 차려입은 작은 인물들을 이끌고 있으며, 그 뒤로는 보물을 든 바다 괴물들이 따른다. 그림의 오른쪽 하단 모서리에는 깨달음과 지혜를 찾아 여행하는 동자승 선재가 예배하는 자세로 나타난다. 아발로키테슈바라는 오른 다리를 꼬고 왼발을 연꽃 지지대에 놓은 채 손에 수정 염주를 들고 앉아 있다.
신들의 옷에 그려진 섬세하고 복잡한 금색 디자인은 고려불화의 주목할 만한 특징이다. 의복은 정교하게 그려지고 풍부한 광물성 안료에 금으로 강조되었으며, 반투명한 베일 묘사에서는 환상적인 효과가 나타난다. 이 작품의 하단에는 관음보살의 보관에서 연못까지 길게 늘어진 투명한 베일이 있으며, 흰색 삼 잎이나 꽃 무늬와 식물 덩굴 무늬로 채워진 흰색 메달리온으로 장식되어 있다. 이러한 꽃과 자연의 사용은 버드나무를 통해 더욱 잘 나타나는데, 이 모티프는 신의 정화 및 치유력을 상징할 수 있다 (그리고 서하 왕조의 중국 불교 회화와 밀접하게 관련되어 있다).
고려불화는 비단 바탕의 앞면과 뒷면에 모두 채색하는 독특한 방식으로 제작되었다. 화가는 비단 뒷면을 활용하여 미묘한 효과를 연출하고, 앞면에 칠한 원색과 대비를 이루며 색감을 강화할 수 있었다. 금은 인물들을 묘사하고 옷과 장신구의 장식 패턴을 강조하는 데 광범위하게 사용되었다. 고려불화에는 또한 세속적이고 신화적인 인물들이 숭배자나 후원자의 모습으로 자주 포함되었다. 이들은 종종 왕족, 귀족, 또는 그림의 기증자들로, 우아한 궁중 의복을 입고 보석과 금으로 장식된 화려한 머리 모양을 하고 있다. 이러한 묘사는 관람자에게 고려 사회의 지배층이 추구했던 사치와 화려함에 대한 취향을 엿볼 수 있게 한다.

## 용왕과 권속, 수월관음도의 세부, 비단에 채색
예를 들어, 이 수월관음도에서는 그림의 하단 모서리에 한 무리의 숭배자들이 무릎을 꿇고 예의를 표하며 합장하고 있는 모습이 보인다. 이들은 동해의 신화적인 용왕과 그의 왕비, 그리고 왕실 수행원, 향, 산호, 진주 등의 공물을 바치는 괴물들로 확인된다. 이 그림의 나머지 부분에 비해 작게 묘사되었음에도 불구하고, 이 인물들은 그림뿐만 아니라 불교 의례적 맥락에서도 중요한 역할을 하며, 세속적인 세계와 신성한 세계를 잇는 중개자 역할을 하고 관람자를 장면으로 초대한다. 이러한 '신성함'의 개념은 앞서 논의된 첫 번째 관음보살 그림에서 불사약을 찧는 토끼를 고려할 때 더욱 잘 드러난다. 이 토끼는 한 왕조와 고구려 왕국의 무덤에서 자주 발견되는 도교적 모티프이지만, 고려 수월관음도에도 나타난다. 이는 불교 이전의 신화가 특정 문헌적 언급 없이 불교 회화에 어떻게 통합되었는지, 즉 고려불화에서 민속과 신성한 내용의 경계가 어떻게 모호해졌는지를 보여주는 흥미로운 예이다.
토착 신화, 기적 이야기, 불교 이전의 민속 등에서 유래한 모티프들도 이 신의 영적인 힘을 강조하기 위해 묘사되었다. 예를 들어, 수월관음도의 푸른 새, 용왕, 염주, 그리고 두 그루의 대나무 줄기는 유명한 한국 승려 의상과 원효의 이야기, 그리고 그들이 관음보살과 기적적으로 만난 이야기와 관련이 있다. 달빛 아래 월계수나무 아래에서 불사약을 찧는 토끼는 고대 불교 이전 중국 신화에서 유래한 또 다른 모티프로, 달의 여신을 위해 생명력을 주는 물약을 만드는 토끼(달 표면에서 그 이미지를 볼 수 있다)에 대한 이야기이다. 붉은색, 녹색, 파란색의 선명한 색과 금 안료로 채색된 정교한 고려 수월관음도는 정토교 신자들의 뜨거운 종교적 열정과 함께 고려 사회 상류층의 화려한 물질문화를 보여준다.

## 고려 불교 건축
11세기 초 고려 왕조 아래 창건되고 보현보살의 이름을 딴 이 사찰은 한국 북부에서 가장 위대한 불교 중심지 중 하나로 번성했으며, 유명한 순례지가 되었다.
고려 불교 사찰은 많은 공통된 특징을 가지고 있지만, 각 사찰은 지어진 위치와 사용 목적에 따라 독특한 개성을 지닌다. 공통된 요소 중 하나는 모든 사찰이 풍수지리의 원칙에 따라 지어져 대지의 지형을 고려한다는 점이다. 사찰의 전체적인 배치는 불교 낙원의 이미지를 묘사해야 하며, 종종 주 사찰 경내의 정문으로 향하는 길은 개울을 가로지르는 구불구불한 길이다. 길의 끝에 도달하면 불교 가르침을 반영하는 일련의 문들이 나타난다. 보현사(조계문이라 불림)의 첫 번째 문은 두 개의 기둥으로만 지어져 옆에서 보면 하나의 기둥처럼 보인다. 이러한 양식적 선택은 사찰에 들어가기 위해 필요한 마음의 일체감을 나타낸다. 두 번째 문(해탈문이라 불림)은 사찰을 보호한다. 이 문에는 나무로 조각된 네 수호신상이 있는데, 이 수호신들은 무지에 대한 지혜의 힘을 상징한다. 그 다음으로 천왕문이 보이며, 이는 불교 가르침에서 만물의 비이원성을 나타낸다. 이 문은 높이 솟아 있으며 사찰의 본당을 직접 마주보고 있다. 문을 통과하면서 사찰의 역사를 담은 '비석'이라 불리는 크고 매끄러운 돌이나 사찰 건축에 기부한 사람들의 이름을 볼 수도 있다. 또한 존경받는 승려들의 유해가 안치된 '부도'라는 큰 돌도 있는데, 때로는 모자로 장식되어 있다.
사찰에 들어서면 의식이 행해지는 본당이 바로 눈에 들어온다. 본당 앞에는 하나 또는 두 개의 탑과 석등이 있다. 탑은 부처와 가르침을 나타내며, 부처의 사리, 중요한 경전 또는 기타 종교 유물과 같은 중요한 상징물을 담고 있다. 본당 앞의 주요 탑 외에도 경내 다른 곳에도 탑들이 있으며, 다양한 보살을 모신 작은 사당들도 존재한다. 또한 본당의 각 측면에는 내부에 봉안된 부처의 이름을 딴 작은 전각들이 있는데, 여기에는 대웅전(역사적인 부처 석가모니를 위한), 대적광전(우주적인 부처 비로자나를 위한), 그리고 극락전(무량수광불을 위한) 등이 포함될 수 있다.

## 현대적 영향
다양한 공성전 이후 한국 예술가와 장인들이 일본 섬으로 강제 이주되었기 때문에, 고려불화는 현재 일본에 대부분 보존되어 있다. 그러나 고려불화의 광범위한 영향은 현대 한국뿐만 아니라 다른 지역에서도 여전히 관찰될 수 있다. 고려불화의 주요 도상 중 하나인 지장보살은 조선 시대(1392-1910)에 독립적인 신으로 숭배되기 시작했다. 한국 작가 김석곤의 지장보살에 대한 현대적 해석은 평범한 배경, 원색의 사용, 그리고 아미타불 삼존도와 유사한 시각적 구성을 포함하여 고려불화의 요소를 명확하게 유지한다. 이러한 불교 예술의 원래 용도에서 벗어나, 김석곤은 2021년 코리아타임스 인터뷰에서 "전통 예술 작품에 현대적 가치를 반영하고 노골적인 종교적 이미지를 없애고 싶다"고 밝혔다. 숭배자들이 구원을 얻기 위해 투영할 수 있는 예술을 만들어냈던 초기 정토교 신앙은 이제 현대 한국에서 목표나 신념에 관계없이 모든 사람이 보편적으로 동일시할 수 있도록 하는 방향으로 더욱 발전했다.

## 결론
고려 시대의 중요한 불화에 대한 논의가 활발해지면서 연구자와 일반 대중 모두에게 학문적 관심이 높아지고 있다. 고려불화는 당시 한국인들이 환생과 구원을 어떻게 인식했는지에 지대한 영향을 미쳤으며, 이러한 신념은 다양한 다른 문화에서 뿌리를 내렸다. 독특한 한국적 영향과 기존의 글로벌 영향의 중첩은 고려불화의 전통과 핵심 신념이 현대 사회의 변화하는 요구에 맞게 끊임없이B 적용됨에 따라 고려 불교를 현대 예술의 강력한 동기로 만든다.
2019년에 그림에 대한 쉬운 접근을 제공하기 위해 웹사이트가 개설되었다. 프리어 새클러 갤러리 와 문화재청이 선보인 이 디지털 도록의 제목은 "고려 불화: 자세히 보기"이다. 관심 있는 관람자는 이 웹사이트를 통해 메트로폴리탄 미술관, 아시아 미술관 (샌프란시스코), 프리어 새클러, 하버드 미술관, 보스턴 미술관, 클리블랜드 미술관, 아서 M. 새클러 박물관, 로드아일랜드 디자인 학교 박물관 등 갤러리가 소장한 16점의 그림에 접근할 수 있다. 이 자료 외에도 문명대 박사의 "고려불화"와 같은 책들은 그림에 대한 상세한 설명과 함께 배경 역사, 양식적, 주제적 측면, 그리고 정교한 색채 사용에 대한 해설을 제공한다.

## 갤러리

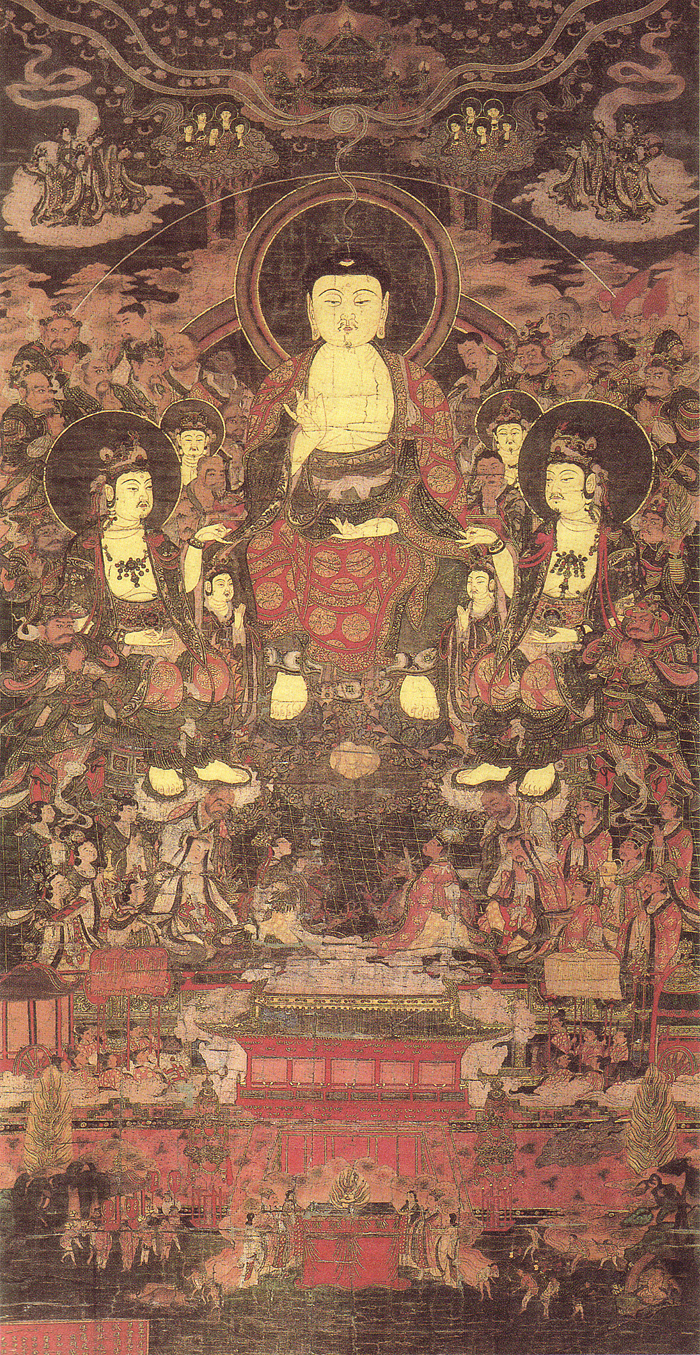
미륵하생경변상도(1350년, 신노인)
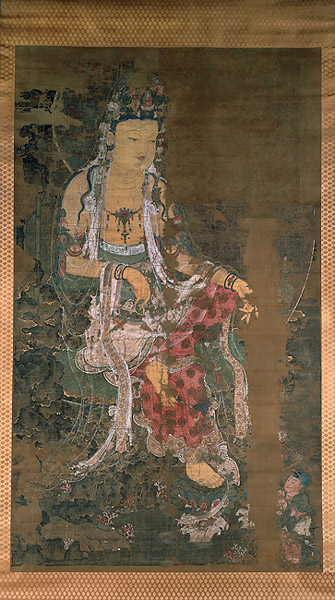
양류관음도(1310년, 가가미 신사)
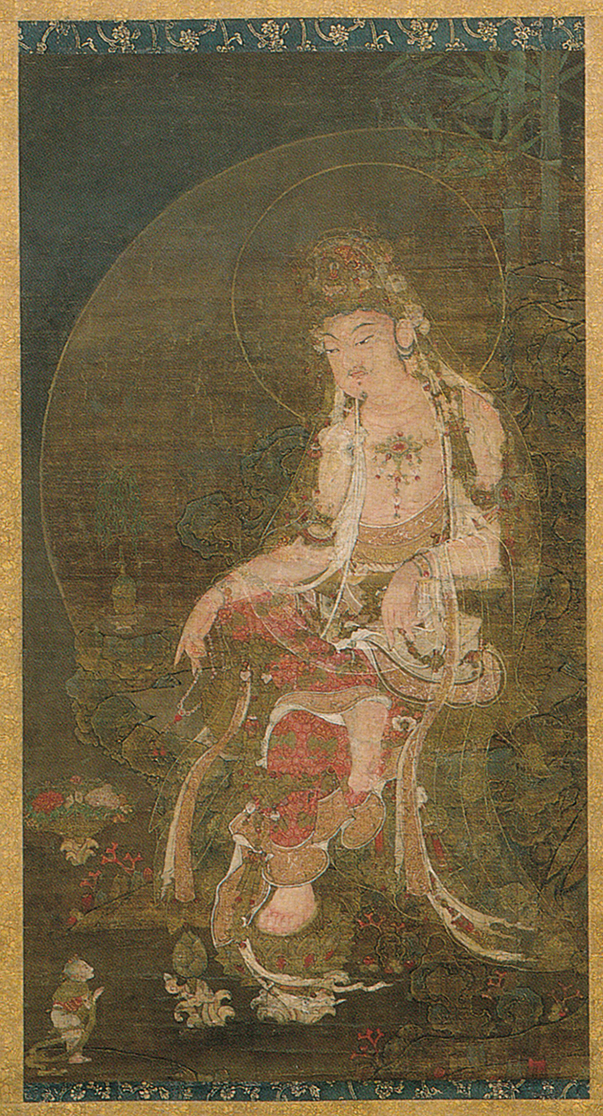
수월관음도(기메 동양 박물관)
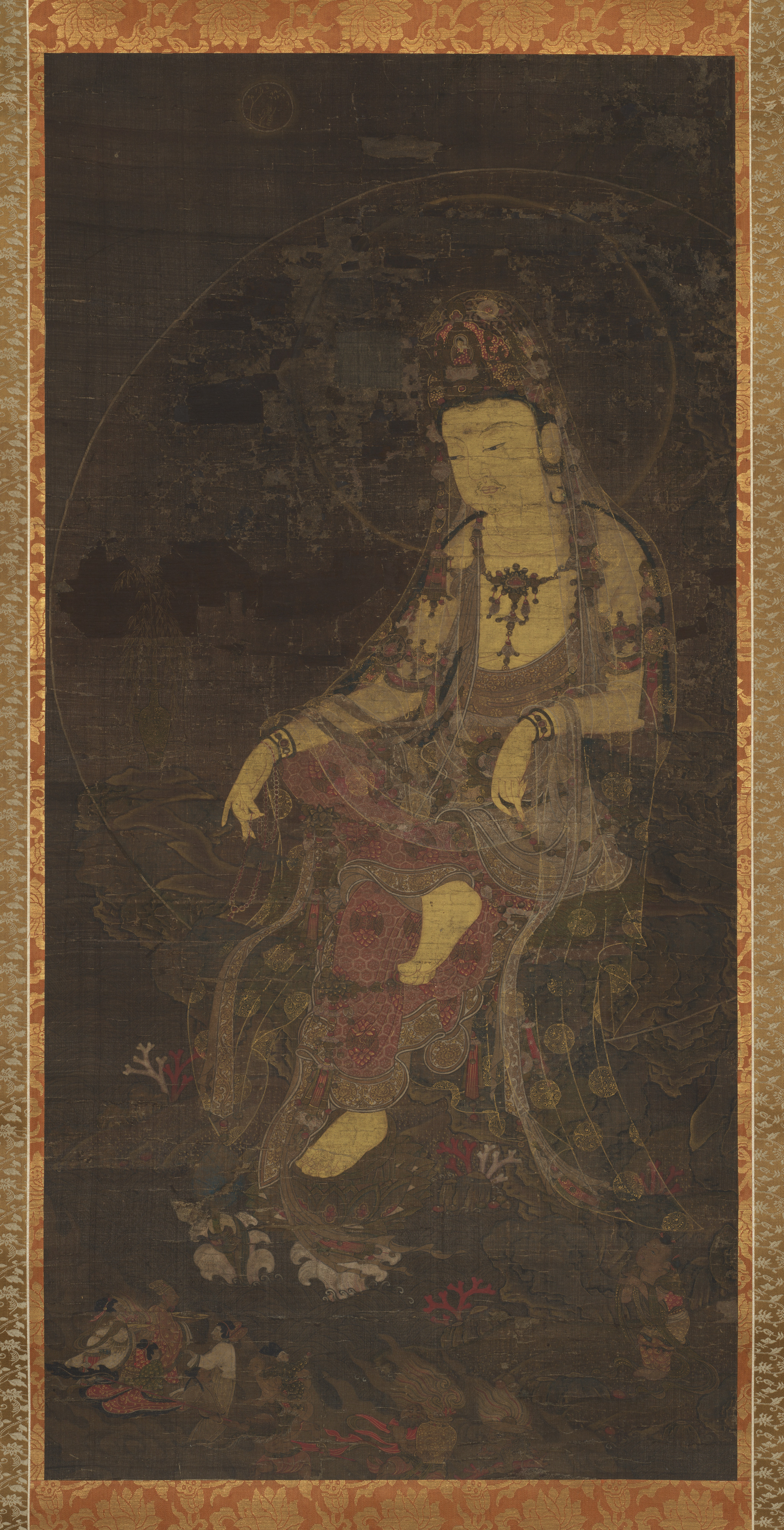
수월관음도(14세기 전반, 메트로폴리탄 미술관)
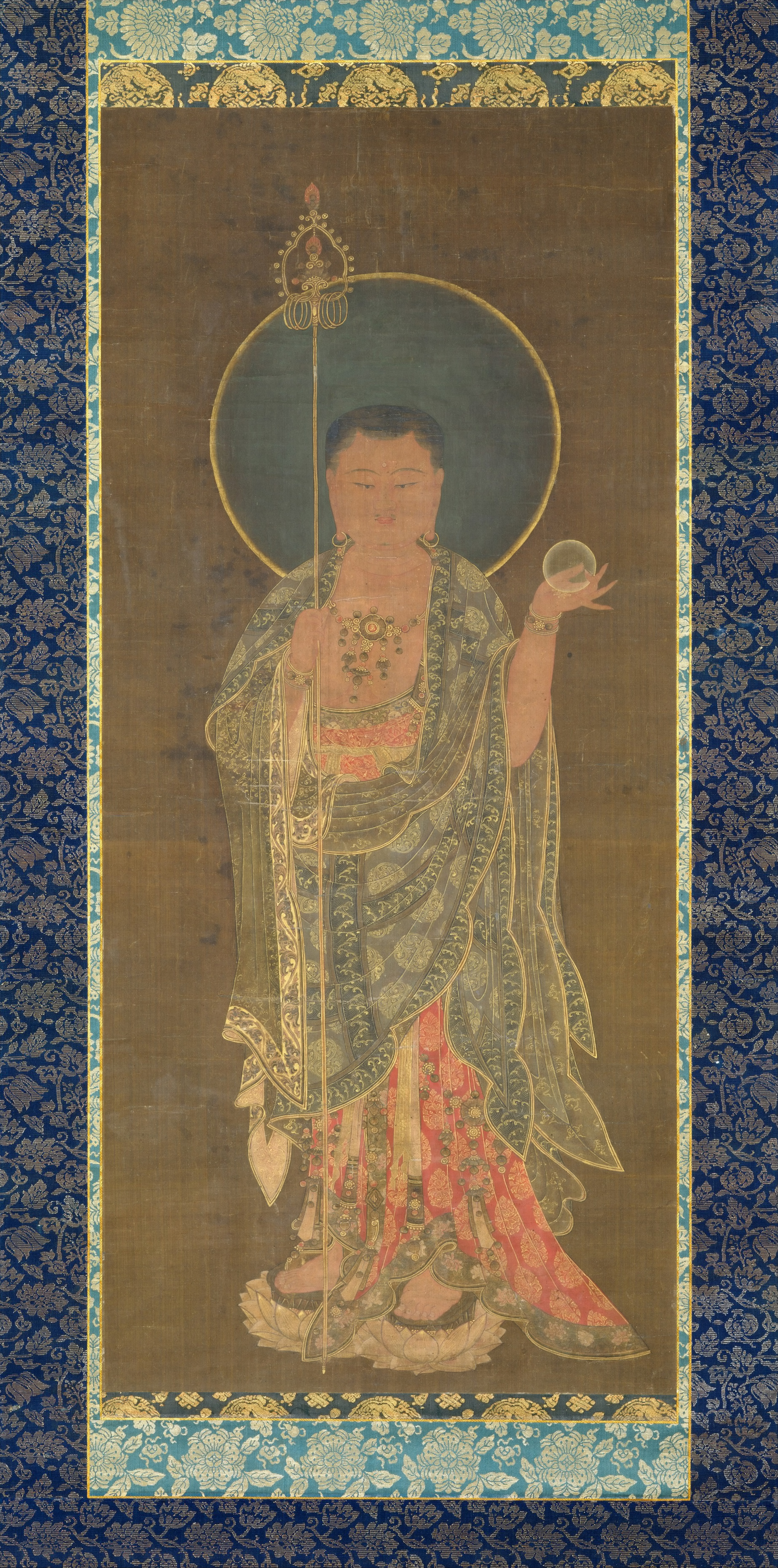
지장보살도(14세기 후반, 메트로폴리탄 미술관)
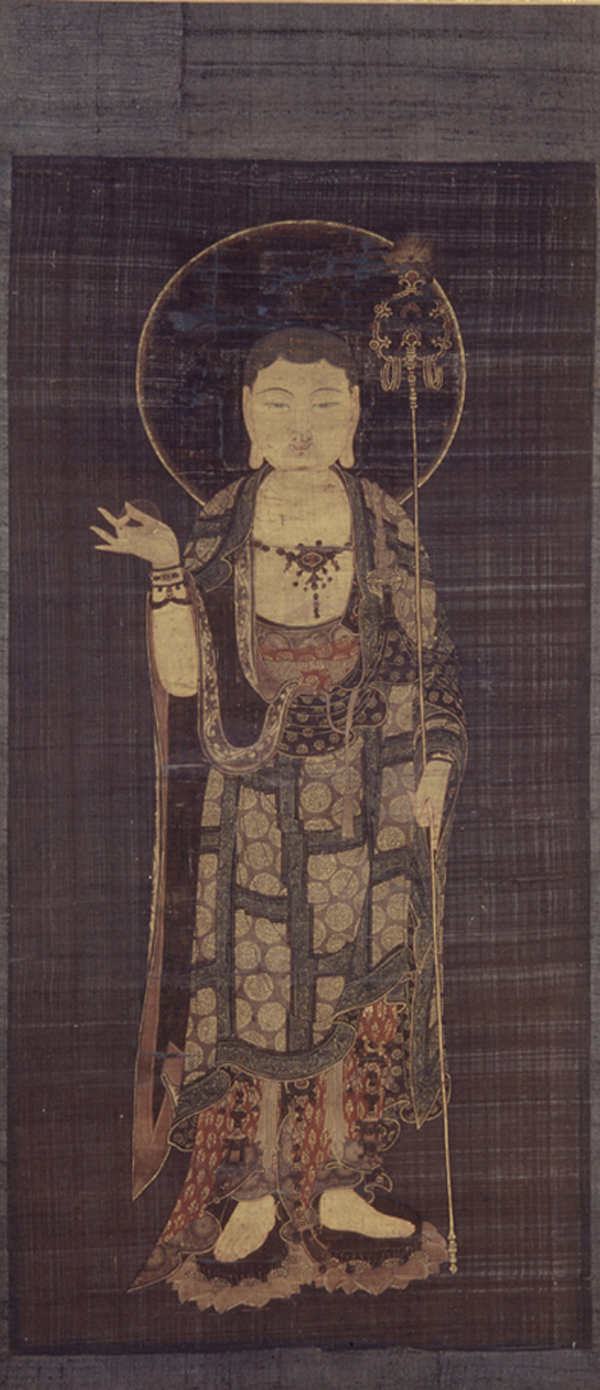
지장보살도(보스턴 미술관)
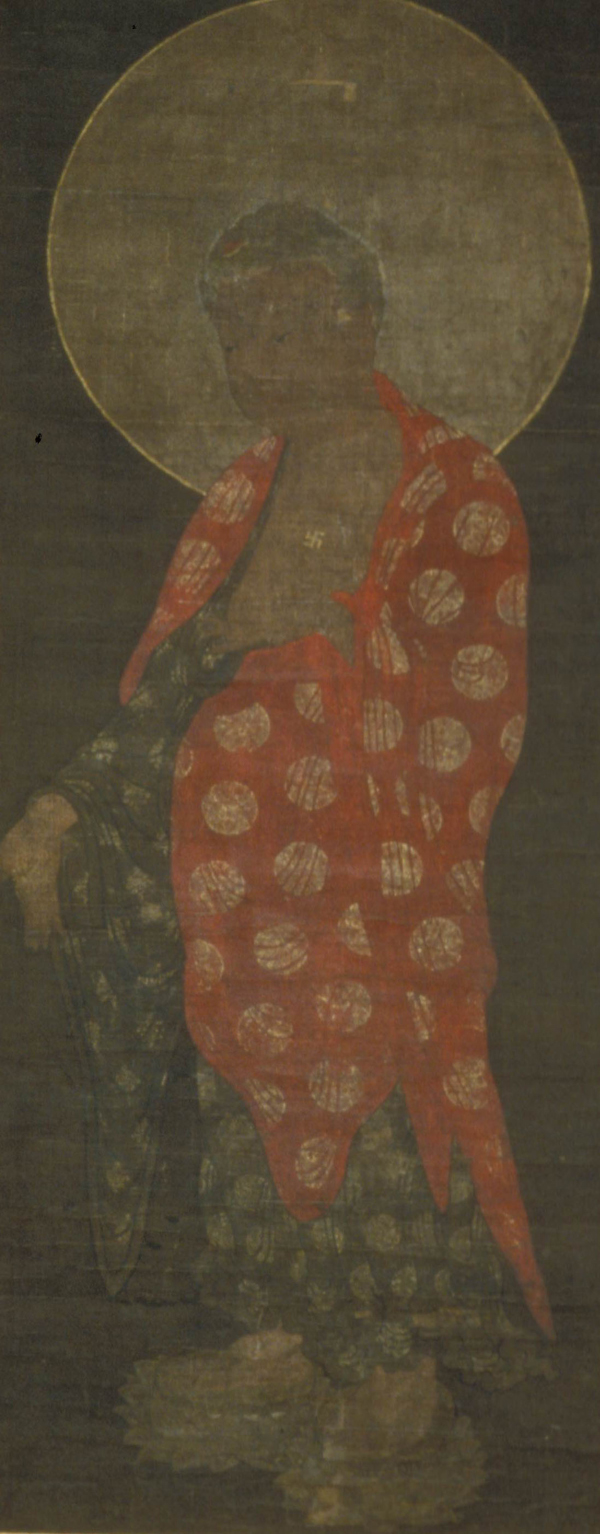
〈아미타여래도〉〈〉〈〉〈〉〈〉〈〉(기메 동양 박물관)
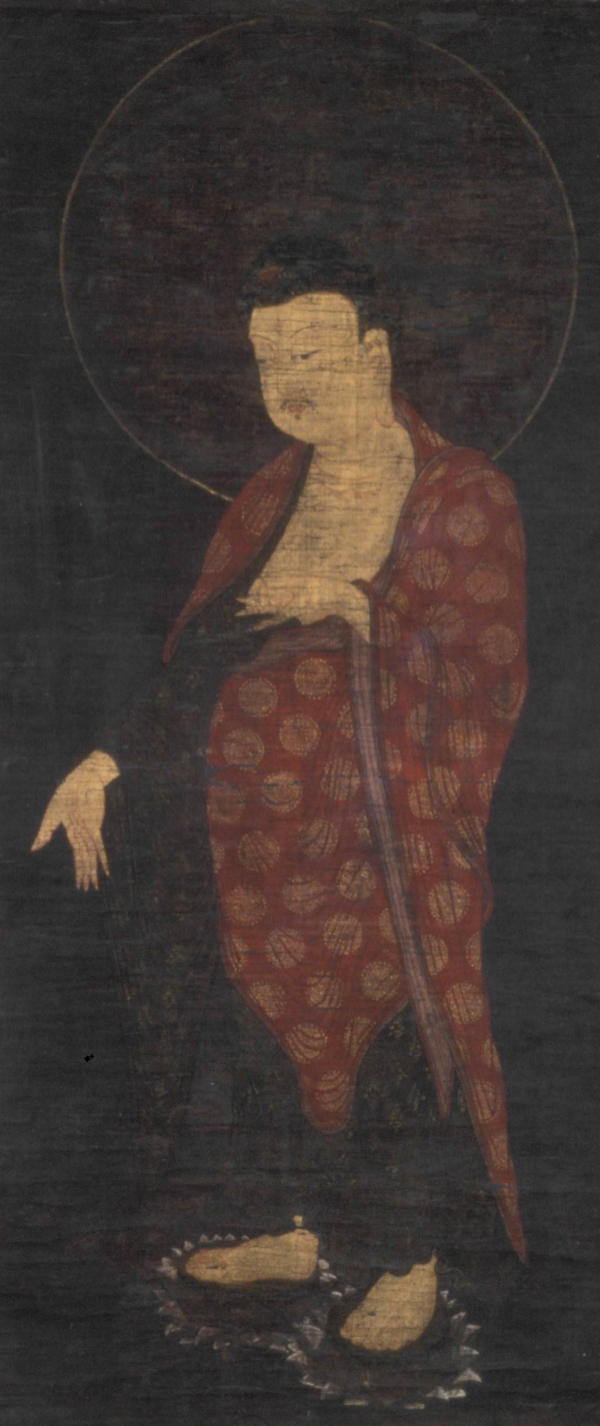
아미타여래도(기메 동양 박물관)
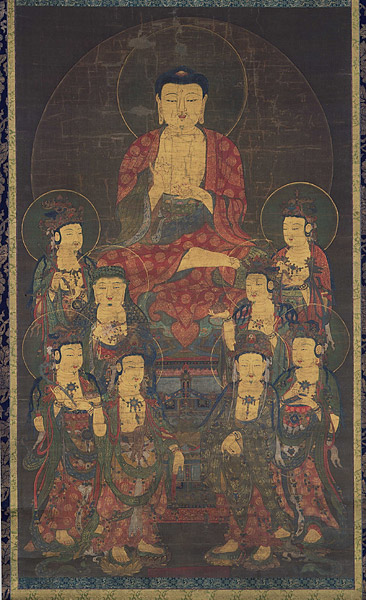
아미타여래도(14세기, 샌프란시스코 아시아 미술관)
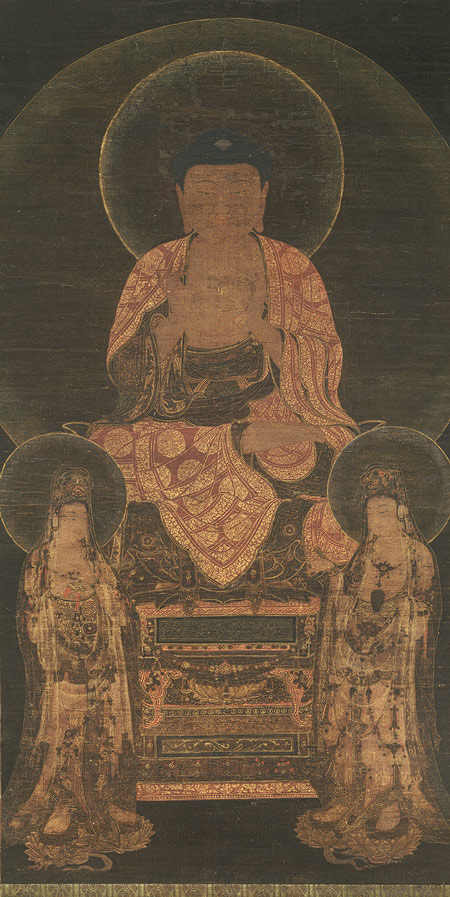
아미타삼존도(13세기, 메트로폴리탄 미술관)
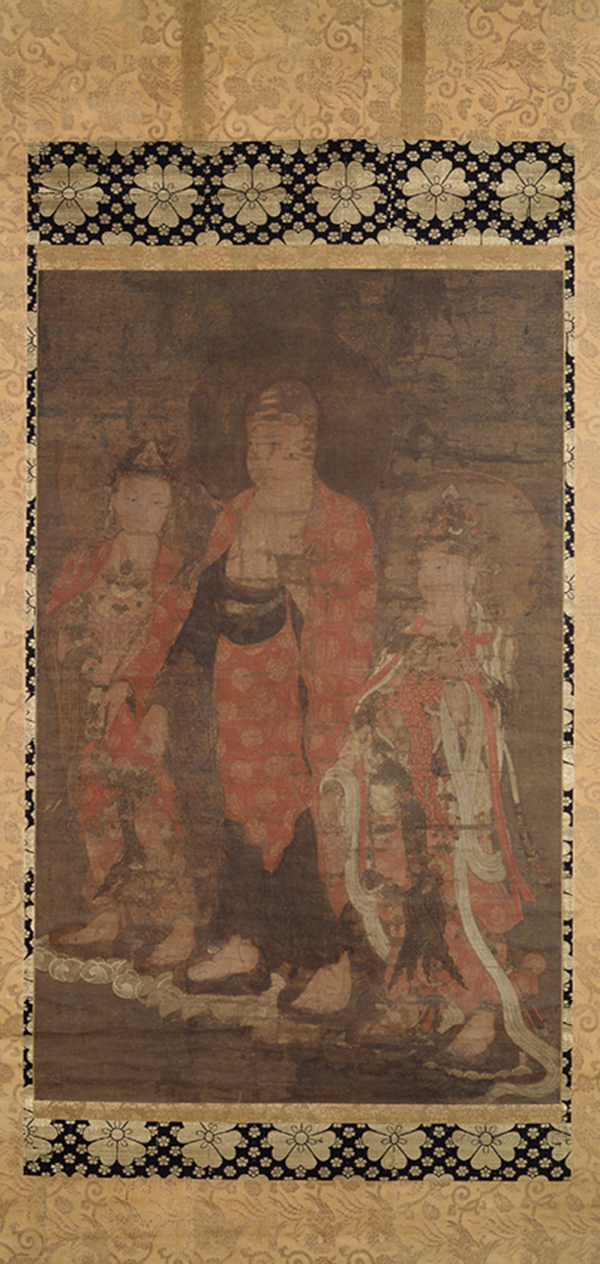
아미타삼존도(브루클린 미술관)
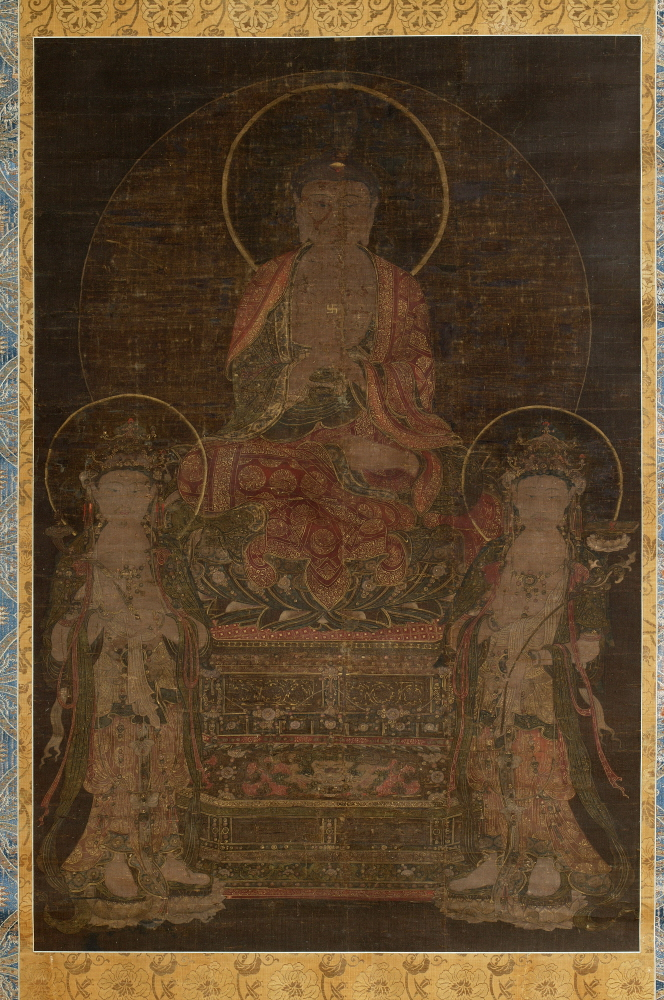
비로자나삼존도(쾰른 동아시아 미술관)
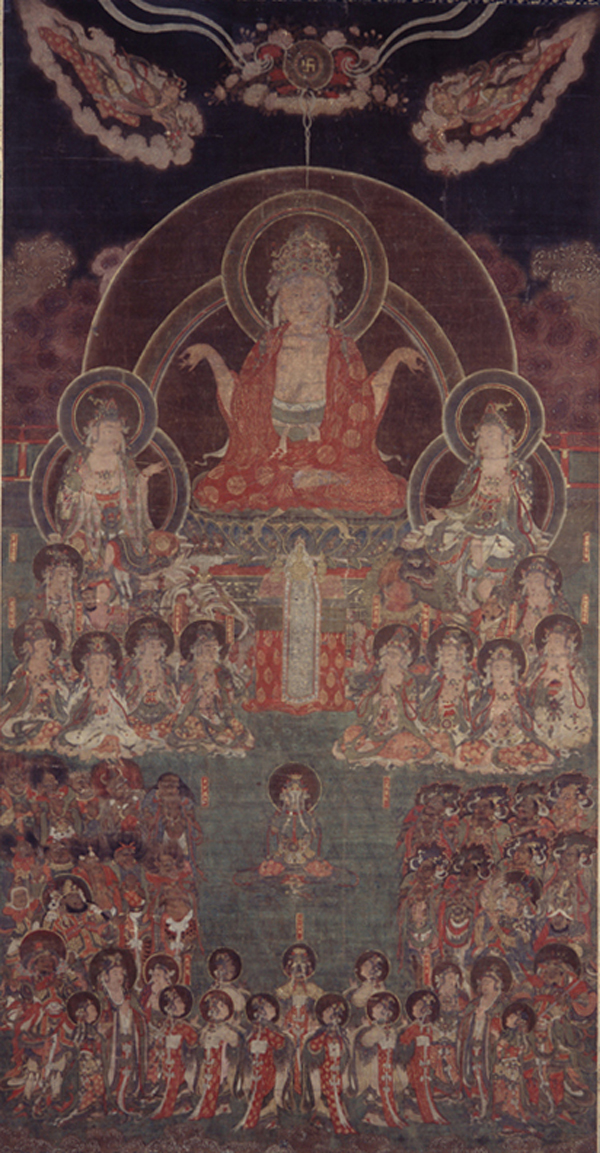
원각경변상도(보스턴 미술관)
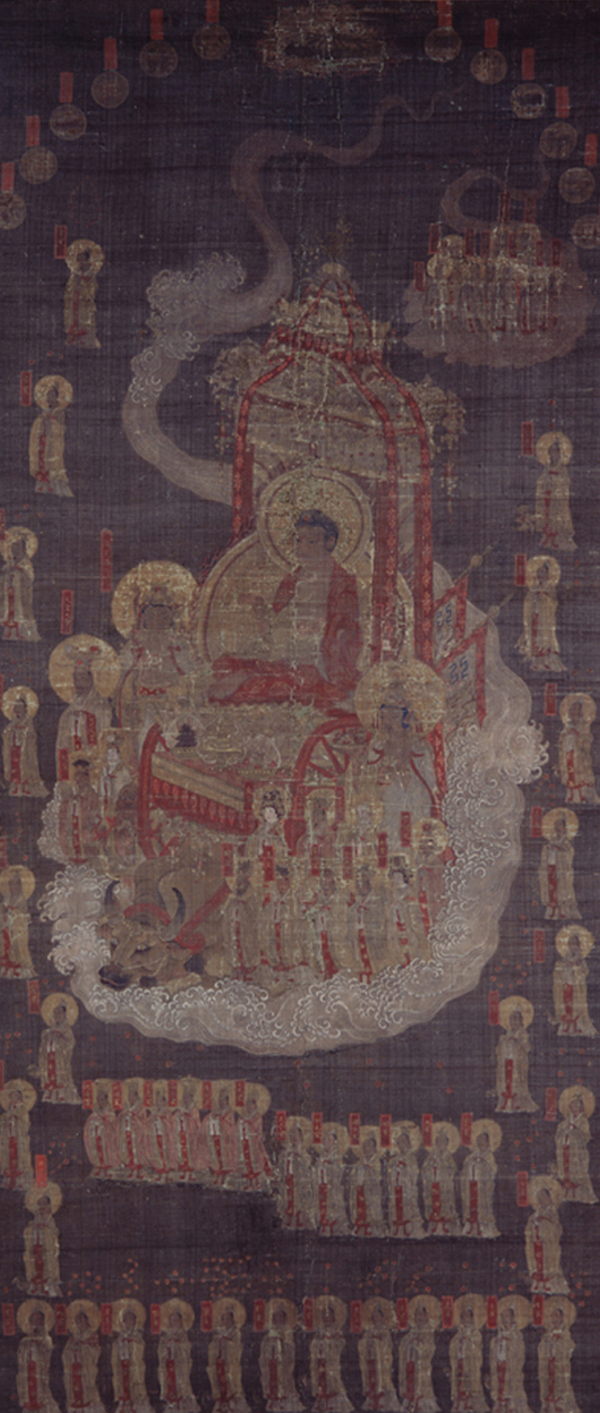
치성광여래왕림도(보스턴 미술관)

## 참고 문헌
- 大和文華館, 高麗仏画展図録, 1978년 10월 18일
- 菊竹淳一 吉田宏志編集 『高麗仏画』 아사히 신문사, 1981년 2월
- 菊竹淳一 鄭干澤責任編集 『高麗時代の仏画』 전재국, 2000년 4월, ISBN 89-527-0525-4